# Elsbeth Siebenbürger
Elsbeth Siebenbürger, geborene Tesmer (* 3. November 1914 in Liegnitz, Niederschlesien; † 22. Februar 2007 in Esslingen am Neckar, Baden-Württemberg) war eine deutsche Bildhauerin.

## Leben
Nach dem Abitur in Liegnitz (1933) machte sie eine Lehre in der Holzschnitzschule Bad Warmbrunn, legte 1937 ihre Gesellenprüfung als Holzbildhauerin ab und war ab dann in ihrer Heimatstadt freischaffend tätig. Ihre damaligen Arbeiten sind alle verloren, nur eine ist noch erhalten: Im Rathaus von Hirschberg findet man die Tafeln zur Stadtgeschichte, die unter der Leitung ihres Lehrers Ernst Rülke (1896–1964) angefertigt worden waren und an denen sie maßgeblich beteiligt war.
Im Jahr 1938 heiratete sie Ulrich Siebenbürger und wurde in den folgenden Jahren Mutter dreier Kinder. 1945 musste sie aus Schlesien fliehen und kam zunächst nach Förtha, Ortsteil von Marksuhl in Thüringen, wo sie wieder als Bildhauerin arbeitete, und 1947 machte sie ihre Meisterprüfung in Weimar.
Vier Jahre später (1951) kam sie nach Cuxhaven. Dort erreichte sie eine Einladung zu einem Bildhauersymposion von Ernst Rülke, dem letzten Direktor der Holzschnitzschule Bad Warmbrunn. Dadurch kam sie 1956 nach Esslingen, wo sie fortan bis zu ihrem Tod lebte, und half ihrem früheren Lehrer beim Aufbau der neuen „Meisterschule für Holzbildhauer“ in Stuttgart, an der die Tradition der Warmbrunner Holzschnitzschule fortgeführt wurde.
Nach dem Tod Rülkes gründete Siebenbürger den „Ernst-Rülke-Kreis“, hielt in vielen Veranstaltungen und Holzbildhauer-Symposien die Erinnerung an die bedeutende schlesische Kunstschule wach und führte deren künstlerische Tradition fort.
Schließlich vermachte sie dem Schlesischen Museum zu Görlitz eine Sammlung von Holzplastiken von Schülern der Warmbrunner Holzschnitzschule sowie anderer schlesischer Künstler, die aber in dieser Tradition gearbeitet haben.
Siebenbürger war Förderin der „Freien Kunstschule Nürtingen“, heute eine der interessantesten Fachschulen in Baden-Württemberg, und engagierte sich als Mitglied in der „Künstlergilde Esslingen“ sowie in der Stiftung „Kulturwerk Schlesien“. Sie hielt außerdem Vorträge und Seminare in Kunstvereinen und in der Volkshochschule.

## Ausstellungen  (Auswahl)
- Mai 1995: Elsbeth Siebenbürger – Skulpturen (Holz, Stein); Haus Schlesien, Königswinter

## Auszeichnungen
- 1986: Verdienstkreuz 1. Klasse der Bundesrepublik Deutschland
- 1991 wurde sie mit dem Kulturpreis Schlesien des Landes Niedersachsen ausgezeichnet.

## Veröffentlichungen
- Anatomie für Bildhauer: Ernst Rülke, 1981
- Ernst Rülke und sein Bildhauerkreis, Bergstadtverlag Korn, Würzburg 2000, ISBN 3-87057-236-1 und ISBN 978-3-87057-236-5
- Alfred Birnschein, in: „Schlesien“, Heft 3/1988